# Die Toten vom Bodensee
Die Toten vom Bodensee ist eine deutsch-österreichische Kriminalfilmreihe, die seit 2014 von der Rowboat Film- und Fernsehproduktion und der Graf Filmproduktion in Zusammenarbeit mit dem ZDF und dem ORF produziert wird. Die Dreharbeiten finden in Bregenz, Lindau und Umgebung statt.

## Handlung
Im Grenzgebiet der Staaten Deutschland, Schweiz und Österreich ermitteln der deutsche Kriminalkommissar Oberländer und seine österreichische Kollegin Zeiler. Am Bodensee und in dessen näherer Umgebung werden die beiden unter anderem konfrontiert mit keltischen Masken, einem schlafwandelnden Kind, einer Wachsleiche aus dem Bodensee, einer im Hopfenfeld aufgehängten Frauenleiche und weiteren Mord- und Entführungsfällen. Trotz oder besonders wegen ihrer unterschiedlichen Charaktere und Arbeitsweisen lösen sie auch anspruchsvolle Fälle. Dabei gelingt in der Regel eine weitgehend reibungslose grenzübergreifende Zusammenarbeit. Nach dem Tod Zeilers übernimmt Kommissarin Hoffmann deren Stelle und arbeitet gemeinsam mit Oberländer an neuen Fällen.

## Besetzung
| Schauspieler             | Rollenname           | zur Person                                                                                                  | Episoden               | Zeitraum  |
| ------------------------ | -------------------- | --- | ---------------------- | --------- |
| Matthias Koeberlin       | Micha Oberländer     | Kriminalhauptkommissar ursprünglich aus Lindau, Kims Ehemann und Lunas Vater                                | 1–                     | 2014–     |
| Nora Waldstätten         | Hannah Zeiler †      | Kriminalinspektorin, zeitweilig mit Raphael liiert, verstirbt im Urlaub bei einem Motorradunfall            | 1–15                   | 2014–22   |
| Hary Prinz               | Thomas Komlatschek   | Kriminalchefinspektor, gewissenhaft und fleißig, mit ausgeprägtem Hang zu trockenen Sprüchen                | 1–                     | 2014–     |
| Stefan Pohl              | Dr. Thomas Egger     | Rechtsmediziner (fasziniert von Hannah Zeiler, wenn nicht gar verliebt in sie)                              | 2–                     | 2016–     |
| Inez Bjørg David         | Kim Oberländer †     | verheiratet mit Micha, Mutter von Luna, verstirbt später an den Folgen eines Autounfalls                    | 1–9                    | 2014–19   |
| Christopher Schärf       | Raphael Stadler      | Sozialarbeiter, eine Weile mit Hannah liiert                                                                | 8–15                   | 2019–22   |
| Anna K. Thomashoff       | Luna Oberländer      | zu Beginn sechsjährige Tochter von Kim & Micha                                                              | 1                      | 2014      |
| Fiona Katharina Neumeier | Luna Oberländer      | zu Beginn sechsjährige Tochter von Kim & Micha                                                              | 3, 5, 10–12, 15–18, 20 | 2016–     |
| Peter Kremer             | Karsten Brandstätter | Kims Vater, bei dem Micha und Luna nach dem Unfall wohnen, herzkrank                                        | 6–12                   | 2018–20   |
| Raphael von Bargen       | Moritz Schlägel      | Kims neuer Lebensgefährte, Fahrer des Unfallwagens                                                          | 9–11                   | 2019–20   |
| Martina Ebm              | Miriam Thaler †      | erst Kriminelle, später Künstlerin und mit Micha liiert, hintergeht ihn und wird von Komlatschek erschossen | 13–17                  | 2021–23   |
| Alina Fritsch            | Luisa Hoffmann       | Abteilungsinspektorin von Wien nach Bregenz versetzt, übernimmt nach dem Tod von Hannah Zeiler deren Stelle | 16–21                  | 2023–2025 |

## Haupt- und wiederkehrende Nebenfiguren

### Micha Oberländer
Micha Oberländer ist ein deutscher Kriminalhauptkommissar, der in der Nähe von Lindau lebt und arbeitet. Er ist verheiratet mit Kim; sie haben eine gemeinsame Tochter namens Luna. Häufig stellt Oberländer den Beruf vor seine Familie, was regelmäßig zum Streit zwischen den Eheleuten führt. Während Die Braut fliegt er daheim raus, in Die vierte Frau trennen sich die beiden. 
Oberländers Markenzeichen ist die grüne Jacke im Military-Style, die er in jeder Folge und bei fast jedem Wetter mit hohem Kragen trägt, dazu meist T-Shirt und Cargohosen. Es macht ihm nichts aus, mit Kleidung ins Wasser zu gehen. Auch immer dabei ist sein alter VW T2 (im Pilotfilm ein T3), in dem er auch schläft, wenn er Ärger mit seiner Frau hat. 
Micha Oberländer ist teamfähig, ermittelt aber auch mal auf eigene Faust und bringt sich damit in Schwierigkeiten (Familiengeheimnis).

### Hannah Zeiler
Die österreichische Kriminalinspektorin Hannah Zeiler bildet ein grenzüberschreitendes Ermittlerduo mit Oberländer. Obwohl er grundverschieden von ihr ist, ergänzen sie sich im Team.
Zeiler ist zwölfjährig zur Waise geworden, als die elterliche Yacht in einem Sturm auf dem Bodensee kenterte. Ihre Mutter wurde tot geborgen und von ihrem Vater fehlte jede Spur. Dieses Trauma hat sie geprägt. Zeiler ist eine ernste, distanzierte Einzelgängerin und leidet an immer wiederkehrenden Albträumen, die sie seit dem Erlebnis um ihre Eltern verfolgen. Im sechsten Fall Der Wiederkehrer werden die Rätsel um den Unfall in ihrer Kindheit gelöst.
Im Dienst fährt sie Motorrad – sofern sie nicht Beifahrerin bei Oberländer ist. Zum Ende der Folge Unter Wölfen tritt sie einen längeren Urlaub an, da sie Unmengen an aufgelaufenen Urlaubstagen hat; davon ist sie zu Anfang von Nemesis „noch nicht“ heimgekehrt. Am Ende der Folge (in der die neue Abteilungsinspektorin Luisa Hoffmann sie vertritt) erhält Oberländer jedoch einen Anruf, dass Zeiler einen tödlichen Motorradunfall hatte.

### Thomas Komlatschek
Der Kriminalchefinspektor arbeitete schon in der vorigen Dienststelle mit Hannah Zeiler zusammen. Er ist gewissenhaft und fleißig und recherchiert alles, was die Kollegen brauchen. Genauso freut er sich aber auch, wenn er mal aus dem Büro kommt. Bisweilen glänzt er mit trockenem Humor und lustigen Sprüchen wie „Check, check, Komlatschek“ und „Ich hab nur zwei Hände, hätt ich drei, wär ich beim Zirkus“. Er hat gute Beziehungen innerhalb der Bregenzer Polizei und kann Oberländers Führerschein (Die Braut) auf dem kurzen Dienstweg wiederbeschaffen.
Komlatschek ist belesen und kennt sich in vielen Bereichen aus, und in Nachtalb stellt sich heraus, dass er daheim ein großes Formicarium hat.

### Luisa Hoffmann
Die neue österreichische Kollegin platzt annähernd unangemeldet in die Anfänge einer neuen Mordermittlung (Nemesis) und hält Oberländer zunächst für einen (Zitat) „älteren Mann“, der eine junge Frau belästigt. Oberländer ist ziemlich angefressen über ihre Formulierung. Nebenbei hält er sie für überqualifiziert. Sie hat sich als neue Abteilungsinspektorin zum Kommissariat der deutsch-österreichischen Kriminalitätsbekämpfung versetzen lassen, zuvor arbeitete sie in Wien. Dort gab es jedoch Schwierigkeiten, wie man in Der Nachtalb erfährt. Sie fährt privat und bei der Arbeit gerne Mountainbike, das sie bei gemeinsamen Wegen mit Oberländer auch in seinem Bus transportiert.
In der Folge Die Medusa verkündet sie ihrem Kollegen Micha Oberländer, Bregenz zu verlassen und in ihrer alten Heimat Wien neu anzufangen. In der Folge wird die Hintergrundgeschichte um Luisa Hoffmann zu Ende erzählt.

## Episodenliste
| Folge | Titel                  | EA ORF             | EA ZDF            | Regie             | Drehbuch                                    | Zuschauerzahlen (Marktanteil) ZDF |
| ----- | ---------------------- | ------------------ | ----------------- | ----------------- | ------------------------------------------- | --------------------------------- |
| 1     | Die Toten vom Bodensee | 11. Oktober 2014   | 3. November 2014  | Andreas Linke     | Thorsten Wettcke                            | 6,60 Mio. (20,0 % MA)             |
| 2     | Familiengeheimnis      | 4. März 2015       | 16. März 2015     | Andreas Linke     | Christoph Silber, Thorsten Wettcke          | 7,53 Mio. (22,5 % MA)             |
| 3     | Stille Wasser          | 2. April 2016      | 18. April 2016    | Andreas Linke     | Timo Berndt                                 | 6,77 Mio. (20,5 % MA)             |
| 4     | Die Braut              | 9. März 2017       | 1. Mai 2017       | Hannu Salonen     | Timo Berndt                                 | 7,98 Mio. (22,8 % MA)             |
| 5     | Abgrundtief            | 15. März 2017      | 2. Oktober 2017   | Hannu Salonen     | Timo Berndt                                 | 6,92 Mio. (22,7 % MA)             |
| 6     | Der Wiederkehrer       | 13. Jänner 2018    | 22. Januar 2018   | Hannu Salonen     | Timo Berndt                                 | 8,01 Mio. (24,4 % MA)             |
| 7     | Die vierte Frau        | 3. Februar 2018    | 1. Oktober 2018   | Hannu Salonen     | Timo Berndt                                 | 8,18 Mio. (26,8 % MA)             |
| 8     | Der Stumpengang        | 3. Jänner 2019     | 4. Februar 2019   | Michael Schneider | Timo Berndt                                 | 7,88 Mio. (24,6 % MA)             |
| 9     | Die Meerjungfrau       | 9. Oktober 2019    | 21. Oktober 2019  | Michael Schneider | Timo Berndt                                 | 6,32 Mio. (20,3 % MA)             |
| 10    | Fluch aus der Tiefe    | 2. Jänner 2020     | 10. Februar 2020  | Michael Schneider | Timo Berndt                                 | 6,89 Mio. (21,7 % MA)             |
| 11    | Der Blutritt           | 2. September 2020  | 7. September 2020 | Michael Schneider | Timo Berndt                                 | 6,54 Mio. (22,0 % MA)             |
| 12    | Der Wegspuk            | 30. Dezember 2020  | 18. Januar 2021   | Michael Schneider | Timo Berndt                                 | 8,32 Mio. (24,3 % MA)             |
| 13    | Der Seelenkreis        | 20. Oktober 2021   | 1. November 2021  | Michael Schneider | Timo Berndt                                 | 7,34 Mio. (23,9 % MA)             |
| 14    | Das zweite Gesicht     | 9. Jänner 2022     | 10. Januar 2022   | Christian Theede  | Jeanet Pfitzer, Frank Koopmann, Roland Heep | 8,23 Mio. (26,8 % MA)             |
| 15    | Unter Wölfen           | 1. November 2022   | 7. November 2022  | Christian Theede  | Jeanet Pfitzer, Frank Koopmann, Roland Heep | 7,58 Mio. (26,5 % MA)             |
| 16    | Nemesis                | 5. Februar 2023    | 6. Februar 2023   | Michael Schneider | Mathias Schnelting                          | 7,69 Mio. (27,0 % MA)             |
| 17    | Der Nachtalb           | 17. September 2023 | 9. Oktober 2023   | Michael Schneider | Jeanet Pfitzer, Frank Koopmann, Roland Heep | 6,46 Mio. (23,9 % MA)             |
| 18    | Atemlos                | 2. Jänner 2024     | 15. Januar 2024   | Michael Schneider | Jeanet Pfitzer, Frank Koopmann, Roland Heep | 7,21 Mio. (25,9 % MA)             |
| 19    | Die Messias            | 25. Februar 2024   | 4. März 2024      | Michael Schneider | Jeanet Pfitzer, Frank Koopmann, Roland Heep | 6,93 Mio. (26,2 % MA)             |
| 20    | Nachtschatten          | 30. Dezember 2024  | 30. Dezember 2024 | Michael Schneider | Jeanet Pfitzer, Frank Koopmann, Roland Heep | 6,29 Mio. (24,1 % MA)             |
| 21    | Die Medusa             | 13. Jänner 2025    | 13. Januar 2025   | Patricia Frey     | Jeanet Pfitzer, Frank Koopmann, Roland Heep | 7,78 Mio. (30,5 % MA)             |
| 22    | Das Geisterschiff      | 18. Mai 2025       | 19. Mai 2025      | Patricia Frey     | Jeanet Pfitzer, Frank Koopmann, Roland Heep | 6,80 Mio. (29,4 % MA)             |
| 23    | Der Wunschbaum         |                    |                   | Michael Schneider |                                             |                                   |

## Produktion
Die Produktion findet sowohl auf deutscher als auch österreichischer Bodenseeseite statt. Drehorte sind unter anderem Lindau und Bregenz. Wiederkehrende Drehorte sind zum Beispiel das Präsidium der „Deutsch-österreichischen Kriminalitätsbekämpfung“. Als dessen Kulisse fungieren die ehemaligen Büroräumlichkeiten einer Baufirma in Lauterach. Filmkulisse für die Rechtsmedizin ist das Landeskrankenhaus Feldkirch. Oberländers direkt am See gelegenes Haus befindet sich in der Gemeinde Hard (In der Schanz 112).

## Veröffentlichung
Bisher sind die ersten neunzehn Folgen auf DVD erschienen.
Auf Englisch wird die Serie Murder by the Lake genannt und ist unter diesem Namen per Streaming abrufbar.